# 東京都立武蔵台学園
東京都立武蔵台学園（とうきょうとりつ むさしだいがくえん）は、東京都府中市武蔵台に所在する特別支援学校である。知的障害教育部門と病弱教育部門を併置しており、小学部・中学部・高等部を設置している。
病弱教育部門にあたる府中分教室は、東京都立小児総合医療センター内に設置されており、同センターに入院中の小中学生を対象として教育を行っている。

## 概要
本校は、1967年（昭和42年）に開校された特別支援学校である。当初は立川市に所在して「立川養護学校」と称していたが、2003年（平成15年）に府中市へ移転し、校名を「武蔵台養護学校」と改称。その後、「武蔵台特別支援学校」への改称を経て、2012年（平成24年）の学校改編により、知的障害教育部門と病弱教育部門を併置する「東京都立武蔵台学園」として新たに設立された。
知的障害教育部門では、小学部3年生が立川市にある桐朋学園小学校と、また小学部4年生が府中市立武蔵台小学校と毎年交流会を実施している。高等部では、文化祭「けやき祭」が行われている。
通学にはスクールバスの運行が行われている。

## 通学区域
小学部・中学部
- 国立市
  - 東
- 国分寺市
  - 東元町、西元町、南町、泉町、本町、本多、東恋ヶ窪、西恋ヶ窪、日吉町、内藤
- 府中市
  - 北山町、武蔵台、東芝町、西原町、日鋼町、美好町、本宿町、西府町、日新町、四谷、分梅町、住吉町、片町、寿町、栄町、新町、幸町、天神町、浅間町2～4丁目、府中町、晴見町、本町、南町、宮西町、宮町、矢崎町

高等部
- 立川市全域
- 国立市全域
- 国分寺市全域
- 府中市
  - 北山町、武蔵台、東芝町、西原町、日鋼町、美好町、本宿町、西府町、日新町、四谷、分梅町、住吉町、片町、寿町、栄町、新町、幸町、天神町、浅間町2～4丁目、府中町、晴見町、本町、南町、宮西町、宮町、矢崎町[4][5]

## 生徒・教職員数
全校生徒326名、教員数129名（令和7年度）

## 部活動（高等部）
球技部（バスケットボール）、陸上部、音楽部、美術部

## 府中分教室
病弱教育部門にあたる府中分教室は、東京都立小児総合医療センター内に設置されており、同センターに入院している小中学生を対象としている。センター内には、「こころ病棟」に設置されたひだまり学級と、「からだ病棟」に設置されたわかば学級の2つの学級がある。
転入学に際しては、保護者および本人の希望に基づき、主治医が申込書を提出し、一時的に東京都立武蔵台学園に在籍する形となる。なお、退院と同時に原籍校へ復学する。

## 所在地
本校
- 〒183-0042　東京都府中市武蔵台2丁目8番28号

府中分教室（東京都立小児総合医療センター内）
- 〒183-8561　東京都府中市武蔵台2丁目8番29号